# Kathedraal van Nantes
De Kathedraal van Sint-Pieter en Sint-Paulus (Frans: cathédrale Saint-Pierre-et-Saint-Paul), lokaal ook wel simpelweg de Sint-Pieterskathedraal genoemd, is een rooms-katholieke kathedraal in de Franse stad Nantes.

## Geschiedenis
De plek van de kathedraal geldt al lang als plaats van aanbidding. In de Romeinse Tijd stond er een tempel gewijd aan Janus. Daarna zouden er achtereenvolgens een basiliek uit de 4e eeuw, een kathedraal uit de 6e eeuw en een kathedraal uit de 11e eeuw staan. 
De bouw van de huidige kathedraal werd begonnen in 1434. Bretagne was in die periode welvarend, waardoor er verschillende van dergelijke projecten werden gestart. De bouw van het portaal en de façade werd voor het einde van de 15e eeuw afgerond, de torens zouden echter pas in 1508 klaar zijn. Ook de bouw van het schip en de zijbeuken zou aan het begin van de 16e eeuw worden afgerond. Pas in de 17e eeuw waren de werkzaamheden aan de kathedraal klaar. 
Tijdens de Franse Revolutie werd de kathedraal gebruikt als militaire uitkijkpost. Daartoe werd de zuidelijke toren van de kathedraal verhoogd met een houten constructie van tien meter hoog. De kathedraal verwerd tot arsenaal en stal. In 1796 dreigde het gebouw te worden afgebroken om plaats te maken voor het doortrekken van een weg, maar dankzij een deskundig rapport van de bouwkundig ingenieur Mathurin-Julien Grolleau (1734-1806) werd vernietiging voorkomen. 
Sinds 1862 geldt de kathedraal als historisch monument in Frankrijk. De kathedraal bevat de cenotaaf van de Bretonse generaal De Lamoricière.

## Ernstige schades
- Op 15 juni 1944 raakte het gebouw beschadigd door bombardementen door de geallieerden. Het herstel van de schade aan vooral het koor en de sacristie werd tientallen jaren vertraagd door onduidelijkheden over de financiering. Het grote hoofdorgel, in 1619-1621 gebouwd door Jacques Girardet en daarna herhaaldelijk gewijzigd, kon pas op 21 november 1971 weer in gebruik genomen worden.
- Op 28 januari 1972 raakte de kathedraal tijdens onderhoudswerkzaamheden beschadigd door een brand die onder meer het houten dakgewelf verwoestte en in het interieur grote schade aanrichtte. Dit leidde tot een hersteloperatie die tot 1985 geduurd heeft. Het hoofdorgel, dat op het moment van de brand pas twee maanden weer functioneerde, kon ternauwernood worden gered.
- Op 18 juli 2020 richtte opnieuw een grote brand ernstige schade aan in de kathedraal. Het hoofdorgel werd deze keer geheel verwoest, evenals de gebrandschilderde ramen. De politie ging uit van brandstichting omdat het vuur op drie plaatsen was ontstaan.[1] Na een week legde een verdachte die eerder was vrijgelaten een bekentenis af.[2]